# Jaime Estrada (político peruano)
Jaime Estrada fue un político peruano. 
Fue elegido diputado suplente por la provincia de Anta, departamento del Cusco en 1892 durante los finales del gobierno de Remigio Morales Bermúdez y el inicio del segundo gobierno de Andrés A. Cáceres. Su mandato se vio interrumpido por el estallido de la Guerra civil de 1894 que enfrentó a las tropa de Nicolás de Piérola contra las del Mariscal Cáceres. 